# História do chocolate em Portugal
A história do chocolate em Portugal começa com a descoberta da América pelos europeus, sendo inaugurada a primeira fábrica de chocolate em Portugal em 1914.

## Descoberta do cacau
O cacaueiro é nativo das regiões tropicais da América Central, começando no México, e da América do Sul, terminando na floresta amazônica. A descoberta desta árvore está ligada a conquista da América espanhola, mais especificamente a quarta viagem de Cristóvão Colombo para o continente americano, na qual abordou algumas grandes canoas que transportavam utensílios comuns e amêndoas de cacau. A descoberta do destino das amêndoas só veio a ser conhecido após as conquistas de Hernán Cortés sobre o império asteca. Na época, era feita uma bebida à base dessas amêndoas de cacau, que consumida fria e sem nenhum tipo de adoçante davam um gosto amargo a boca, característica que não agradava o paladar europeu. No ano de 1521, o primeiro carregamento de sementes saiu das Américas para a Europa. Lá, a bebida passou por um processo de adaptação, começou a ser adoçada e servida quente, e iniciou o processo de consumo entre a nobreza espanhola

## Popularização na Europa e Portugal
A partir do primeiro carregamento trazido por Hernán Cortes o chocolate (ainda como bebida) passou por um processo de adição de açúcar e de consumo quente, para ficar mais atraente ao paladar europeu. No início, a bebida era apenas consumida pela nobreza da Espanha e ficou como um segredo por muito tempo apenas para esse círculo social.No ano de 1585 o primeiro carregamento comercial desembarcou no país que então era único conhecedor dessa bebida. O contato de outras nobrezas, como a italiana (primeiramente), a francesa, a portuguesa e a inglesa por volta de 1600 popularizaram a bebida para os países restantes da Europa e influenciaram no começo da plantação nas respectivas colônias. Em especial no caso de Portugal, a colônia escolhida foi o Brasil no estado do Pará, assim se tornando um dos principais fornecedores de cacau junto da Espanha. Durante os séculos XVII e XVIII com a nova maneira de produção possibilitada pela revolução industrial, o trabalho que antes era feito artesanalmente passou a ser realizado pelo maquinário da época. Somada a expansão da burguesia o chocolate quente virou sensação em grande parte dos países e classes sociais dos mesmos. No século XVIII o cacau foi a principal atividade de exploração na Amazônia portuguesa. Na metade do século XIX, Portugal passou a plantar os cacaueiros em outros territórios: na África Ocidental, seguido pelo Sudeste Asiático e Oceania. Os portugueses acabaram transformando os países africanos nos principais exportadores da matéria base do chocolate nos séculos seguintes e permanecendo até os dias atuais.

### Da bebida ao doce
O ano de 1849 foi um marco na história do chocolate, Joseph Fry foi o responsável por transformar a então bebida quente em um alimento sólido e em forma de barra. Nas décadas seguintes esse processo criado pelo inglês passou a ser aprimorado por outros especialistas em chocolate. Trinta anos mais tarde, o suíço Daniel Peter teve a ideia de misturar leite condensado ao chocolate, assim dando origem ao primeiro chocolate ao leite. A partir daí outras diversas marcas pelo mundo iniciaram a produção do alimento conhecido como barra de chocolate.

### A produção de chocolate em Portugal
No ano de 1914 é inaugurada a primeira fábrica de chocolate em Portugal. Conhecida como Hotel Fábrica do Chocolate era pertencente à marca Avianense, a primeira marca de chocolate do país, que veio a falir no ano de 2004, mas que foi comprada e retomou suas ações no ano de 2005.  Após a reestruturação da marca, eles deixaram a famosa fábrica e transformaram-na no Museu da Fábrica do Chocolate, no qual explicam e mostram a história do chocolate no mundo e no próprio país. A Imperial é a mais famosa marca de chocolates do país, fundada no ano de 1932, se consolidou como líder de mercado, em que vende, aproximadamente, 4.200 toneladas de chocolate por ano. Ainda se destacam no mercado português as marcas da Arcádia e da Equador, também importantes no cenário nacional. Estima-se que os portugueses consumiram dois quilogramas de chocolate durante o ano de 2017. O número que parece alto, ainda é muito baixo se comparado a outros países europeus. A principal explicação para o consumo ainda baixo é o consumo apenas em feriados específicos, páscoa e natal, o que explica a sazonalidade do produto e não um consumo constante ao longo do ano.